# مارثا جوليا
مارثا جوليا (بالإسبانية: Martha Julia)‏ هي ممثلة مكسيكية، ولدت في 24 فبراير 1973 في كولياكان في المكسيك.

## أعمال

### مسلسلات
- أرض الحب

## وصلات خارجية
- مارثا جوليا على موقع IMDb (الإنجليزية)